# Helsingefår
Helsingefår är en svensk fårras som tillhör gruppen allmogefår i nordiska kortsvansfår. De härstammar från två olika grupper av får, en från Hälsingland och en från Medelpad. Tackorna är kulliga, medan baggarna kan vara antingen kulliga eller ha horn.
Helsingefår har sitt ursprung hos bröderna Olander i Mållångstuga i Hälsingland samt Mats Olsson i Boltjärn i Medelpad och "återupptäcktes" 1987.